# П-1 (учебный самолёт Поликарпова)
П-1 (переходной первый) — советский учебный самолёт конструкции Николая Поликарпова, построенный на Московском Государственном авиационном заводе № 1 (ГАЗ № 1) в 1925—1926 годах.

## История
Проектирование самолёта началось в соответствии с программой опытного самолётостроения, разработанной в 1924 году для завода ГАЗ № 1. В программе, утверждённой 24 января 1925 года, в числе пяти машин значился тренировочный самолёт с мотором БМВ III мощностью 185 л. с.. Разработанный в соответствии с заданием под руководством Поликарпова самолёт получил название 2УБ III (двухместный, учебный, с двигателем БМВ III).
Разработка и строительство машины велись с весны 1925 года и уже 20 февраля 1926 года самолёт был доставлен на аэродром, где 14 марта того же года лётчиком В. Н. Филипповым был выполнен на нём первый полёт. В начале сентября 1926 года машина была передана для дальнейших испытаний на Научно опытный Аэродром (НОА УВВС) на Центральном аэродроме в Москве (Ходынка), которые были завершены в феврале 1927 года.
Результаты испытаний были положительными и по их результату был получен заказ на изготовление 10 экземпляров машины. В планах ВВС было использование новой модели учебного самолёта в качестве переходной, для дальнейшего освоения машин с более сложной техникой пилотирования и в соответствии с назначением самолёта в ВВС было принято наименование П-1 (переходной 1). Ещё до завершения испытаний заказчик посчитал необходимым установить на П-1 два пулемёта: синхронный Виккерс для ведения огня вперёд и пулемёт Льюиса установленный в задней кабине на турели. Однако выяснилось, что при установки требуемого вооружения станут необходимыми многочисленные доработки самолёта, изменения в расположении экипажа, усиление и изменения конструкции обусловленные изменившейся центровкой. В связи с объёмом доработок было признано целесообразным сосредоточить усилия на конструировании другой машины (П-2), сразу проектируемой с вооружением, и заказ на постройку 10 машин был отменён.

## Конструкция
П-1 представлял собой одномоторный двухместный биплан деревянной конструкции, с тянущим винтом, открытыми кабинами, расположенными тандемом, и неубирающимся в полёте шасси из стальных труб. Обшивка крыла и оперения полотняная.

### Технические характеристики
- Экипаж: 2
- Длина: 7,46 м
- Размах крыла: 10,45 м
- Высота:
- Площадь крыла:
- Коэффициент удлинения крыла:
- Профиль крыла:
- Масса пустого: 997 кг
- Масса снаряженного: кг
- Нормальная взлетная масса: 1304 кг
- Максимальная взлетная масса: кг
- Масса полезной нагрузки: кг
- Масса топлива и масла: кг
- Двигатели: 1× БМВ III
- Мощность: 1× 185 л. с.[1]

### Лётные характеристики
- Максимальная скорость: 184 км/ч
  - у земли:
  - на высоте:
- Крейсерская скорость: 155 км/ч
- Посадочная скорость:
- Практическая дальность:
- Практический потолок: 5150 м
- Скороподъёмность: м/с
- Нагрузка на крыло: кг/м²
- Тяговооружённость: Вт/кг
- Максимальная эксплуатационная перегрузка: g